# Danny La Calle
"Danny La Calle" (en inglés, Danny the Street) es un personaje creado para la editorial DC Comics de la mano de Grant Morrison y Richard Case. Se trata de una calle que tiene vida y consciencia y que se define como queer o transgénero, y que puede trasladarse mediante magia a cualquier lugar terrestre, espacial o pandimensional a voluntad. Apareció en las páginas de la Doom Patrol volumen 2 #35 (de agosto de 1990). El personaje toma el nombre de un juego de palabras de una imitadora femenina, Danny La Rue, ya que la "La Rue" en francés significa "La Calle".
Fue mencionada por primera vez en la serie de la plataforma DC Universe Titans, y más tarde, debutaría en la serie Doom Patrol, en el episodio "Danny Patrol".

## Biografía metaficcional del personaje

### Descripción del personaje
Como lo dice el nombre del personaje, Danny es el nombre de un ser sintiente, manifestado en la forma de una calle de una ciudad, aunque puede variar dependiendo del lugar donde este se encuentre. Es el tramo de una carretera sensato y sapiente, que por mucho tiempo ha servido como hogar y refugio para los extraños y poseídos, desde vagos, prostitutas, y travestis, que suelen servir de mediadores para quienes intereactúan con la Calle. Cuando se afilia a la Doom Patrol, Danny al convertirse en un superhéroe, este tiene diversos poderes, entre los más sobresalientes es el poder de la teletransportación. También puede integrarse en la geografía de cualquier ciudad sin tener que causar ningún daño o perturbación. Las carreteras y los edificios simplemente le otorgan su espacio personal. Lo hace principalmente en las noches, cuando nadie está mirando. Danny de hecho es un ser sin género definido, un ser transgénero o "No Binario" es decir, está catalogado en el género Queer, este hecho suscitó que en sus viajes se ganase la amistad de muchos de los que ha protegido al darles refugio y ayuda. Por lo tanto, es posible doblar una esquina en el camino al trabajo y llegarse a encontrar caminando por el camino agradablemente desconocido de Danny.
Al ser un personaje con una personalidad extravagante, con los gestos de un hombre masculino homosexual manteniendo el tipo de sensibilidad llamada "Camp", un tipo de sensibilidad estética del arte popular que basa su atractivo en el humor, la ironía y la exageración, Danny manifiesta su forma de ser por medio del travestismo, a veces haciéndose llamar con el apodo Danny Travesti, pero de una manera un poco abstracta, en este caso por ejemplo, sus aceras están llenas de tiendas típicamente masculinas (por ejemplo, desde tiendas de armas y tiendas de señales en las ventanas, mensajes escritos con letras formadas con vapores de pozos o fragmento de vidrios rotos). Además de hablar en inglés, con un acento de la subcultura homosexual británica denominada "Polari", junto a la amplia jerga utilizada por este tipo de acento, algo ya anticuada incluso considerada por algunos homosexuales. "Bona to Vada" ("Es bueno verte") es su forma favorita de saludar a sus amigos. Su personalidad se basa, al menos parcialmente en el artista británico y travesti, Danny La Rue.
Danny es amable y compasivo, y lento para enojarse. Sin embargo, si pasa por sus límites considerables, su ira puede ser una cosa terrible.

### Primera aparición y su asociación con la Doom Patrol
Danny se puso en contacto por primera vez con la Doom Patrol cuando Danny y sus residentes fueron atacados por Darren Jones y sus Hombres de NOWHERE (mejor conocidos como la Oficina de la Normalidad). La obsesión de Jones con la "Normalidad", y la imposición de su propia visión de un mundo de "comedia de situaciones", llevó a que Danny fuese un objetivo obvio. La lucha llevaría a Danny hasta el centro de la ciudad de Nueva York, donde la Doom Patrol investigó los sucesos. Trabajarían duro para proteger a Danny y sus residentes, pero fueron los miembros del Perpetual Cabaret de Danny The Street quienes derrotaron a Jones.
Danny ha sido el hogar de varias rarezas. Además de Doom Patrol y la Perpetual Cabaret, también dio posada al musculoso Flex Mentallo, protegiendo al extraño héroe durante una crisis mental después de su primer y único fracaso.
Una vez, Danny pudo teletransportarse a un entorno similar al de una ciudad del Pentágono.

### Evolucionando
Finalmente, Danny abandonaría al Universo DC y se fue a vivir a un mundo alternativo. Prometiendo proteger y nutrir a los necesitados de todas las dimensiones que llegó a visitar, se convirtió asimismo en una dimensión, autoproclamandose como Danny el mundo. La amiga de Danny, la exmiembro de la Doom Patrol, Crazy Jane, más tarde se convirtió en residente de Danny the World.
Durante el desarrollo del volumen 3 de los Teen Titans,durante el evento post-Crisis Infinita, denominado Un año después, en el Universo DC, se vio abrir un portal que vio el regreso de Jane y Danny la Calle llegando a la Mansión Dayton (la casa del héroe conocido como Mento); Danny sería derrotado y aplastado como se vio en las páginas de Doom Patrol Volumen 5 #7-8 (abril-mayo de 2010) por parte de Mister Somebody Enterprises (nada menos que una ficticia compañía liderada por Mister Nobody). Crazy Jane lograría escapar de la destrucción y huiría con los restos de Danny (ahora minimizado a un Ladrillo) huyendo hasta la isla Oolong, donde Danny se autodenominaría ahora como Danny el Ladrillo.

### Los Nuevos 52/DC: Renacimiento
Desde el mes de septiembre del 2011, Los Nuevos 52 reinició la continuidad del Universo DC. Desde entonces, en la nueva línea de tiempo, Danny es reintroducido en las páginas de los Teen Titans Volumen 4 #3 (de enero de 2012). Danny se convertiría en miembro de pleno derecho del equipo de los Titanes, siendo una versión adolescente, realizaría tareas de espionaje para Red Robin.
Durante el evento crossover "The Culling", Danny se le cree muerto por parte del grupo. Descubren que él no murió, sino que aparecería después en una isla misteriosa con ellos en Teen Titans Vol.4 #10, pero más tarde, aparentemente muere durante el esfuerzo que tiene que hacer por devolver al resto del equipo a la civilización. Se sugirió en su momento que sobrevivió, como "Danny the Alley".

#### DC: Renacimiento
Más tarde, se revelaría que todo este tiempo,Danny the Alley se estaba recuperando al transformarse en un parque de diversiones llamado Dannyland.  Mientras esto sucedía, el volumen 6 de la Doom Patrol permitió reintroducir en la línea de historietas Young Animal la Doom Patrol, permitiendo reintroducir una vez más a Danny la Calle. En un flashback inicial, se revela la historia de Danny cuando estuvo anteriormente con la Patrulla, haciendo una retrocontinuidad retroactiva de la historia que vivió con Crazy Jane fuera del plano del Universo DC con algunos cambios; se retomaría la historia de Danny había sido revertido a Danny el Ladrillo siendo reescrita por Gerard Way quien se encontraba a cargo del sello editorial, y que ahora solo podía hacer que aparecieran las palabras en su superficie. Danny the Brick recorrería el universo siendo transportado por Crazy Jane. Tanto Danny the Brick como Crazy Jane se encontrarían en su viaje a un hombre llamado "D", que usaría a Danny para matar a un dios. Después de este incidente, Danny sería capaz de convertirse en Danny el mundo; Sin embargo, se cambiaría la parte en la que Danny había recogido a los desposeidos y sin hogar, ya que en esta ocasión, no recogió a los parias, sino que crearía en este caso a sus propios ciudadanos. A raíz de este suceso, Danny se había vuelto más poderoso, con su nueva fuerza, Danny desarrollaría el poder para engendrar vida sensible, como ocurrió con los ciudadanos de su ciudad, y accidentalmente le había dado vida a su personaje de cómic de ficción favorito, Casey Brinke. Casey se encontraría en el mundo real, sin saber que toda su historia fue creada a partir de la imaginación de Danny hasta el día en que fue devuelta ante él. Danny haría que su personaje de cómics Casey "Space Case" Brinke de la ficticia Danny Comics se volviese real para ver cómo sería su vida en la Tierra. Más tarde, Danny se pone en contacto con Casey porque este está siendo cazado por el Vectra, una raza alienígena malvada que quería usarlo para hacer carne para restaurantes baratos de comida rápida, ya que quieren que vuelva a reunir a la Doom Patrol. Él la contacta convirtiéndose en Danny la Ambulancia. Tanto Casey como la Doom Patrol salvan al Mundo de Danny derrotando a los Vectra,  convirtiéndose de nuevo en miembro de equipo. También participaría en los eventos del Crossover Milk Wars, las Guerras de la Leche, ayudando a detener el hijo de Casey, Milkman Man, una copia imperfecta de Superman, reclutado para las filas y los planes del supervillano conocido como Retconn, que buscaba reemplazar la realidad del Universo DC a su antojo al recrearla.
Mientras Danny actúa como Danny la Ambulancia, todavía lideraría la siempre creciente ciudad del Mundo de Danny.

## Poderes y habilidades
- Fisiología única: Danny es una calle viviente y sensible. Nunca fue un humano y su nombre le fue dado. Sus motivaciones son claras y él es la única calle sintiente así como es él en el mundo.
- Reconstrucción molecular: Danny ha sido reconstruido varias veces luego de haber sido destruido. Si bien Comenzó como una calle, se convirtió con el tiempo en diferentes estructuras urbanísticas y dimensionales, desde un mundo para un grupo de habitantes, hasta reducirse a un ladrillo. Si bien esos pueden no haber ser necesariamente haber sido voluntarios, Danny puede reconstituirse de innumerables formas; crear tiendas o letreros para comunicarse o construir estructuras y hogares completos para sus amigos.
- Teletransportación: Danny the Street es capaz de trasladarse a casi cualquier lugar del mundo usando la teletransportación.
- Chronokinesis: Danny posee la capacidad de viajar en el tiempo cuando está conectado con su creación Casey Brinke.[1]
- Omnipresencia: Danny puede tomar la forma de cualquier cosa cuando está parado dentro de él: puede ver y escuchar todo, pero solo puede comunicarse a través de los objetos que crea, como los cómics en una tienda, o de un reflejo de un espejo de una peluquería.
- Alteración de la realidad (Creación de vida sensible): Danny se ha vuelto tan poderoso que es capaz de crear una vida sensible que puede separarse y vivir su propia vida. Uno de estos casos peculiares, es Casey Brinke, que originalmente era un personaje de superhéroes de ficción creado en la tienda de historietas cuando Danny creó un cómic que solía vender, en el que creada accidentalmente por Danny en la vida real, sin tener idea de su existencia era única, y que tenía vagos recuerdos de su vida dentro de los cómics.[2]

## Apariciones en otros medios
- En el episodio de la serie Titans, titulado, "Doom Patrol", la mansión de Doom Patrol se encuentra en la "Calle Danny", una referencia a Danny la Calle.
- Formalmente, Danny la Calle hizo su primera aparición en la serie de televisión de acción real Doom Patrol, en el octavo episodio, Danny Patrol. En el episodio, a Danny se le describe como una "calle sensible, de género queer y con la capacidad de teletransportarse" que huye de la Oficina de la Normalidad.